# برخورد باند فرودگاه هانه‌دا در سال ۲۰۲۴
برخورد باند فرودگاه هانه‌دا در سال ۲۰۲۴ (انگلیسی: 2024 Haneda Airport runway collision) در دوم ژانویه در فرودگاه هانه‌دا در توکیو در ژاپن اتفاق افتاد. شامل یک ایرباس ای۳۵۰ ایکس‌دابلیوبی، پرواز خطوط هوایی ژاپن پرواز 516 (JAL516) و یک دی هاویلند کانادا دش ۸ که توسط گارد ساحلی ژاپن (JA722A) اداره می‌شود. پرواز ۵۱۶ خطوط هوایی ژاپن یک پرواز مسافربری داخلی از فرودگاه نیو چیتوز در نزدیکی ساپورو، ژاپن، به فرودگاه هانه‌دا در توکیو بود. هواپیمای گارد ساحلی قرار بود یک روز پس از زمین‌لرزه ۲۰۲۴ دریای ژاپن تدارکات امدادی را تحویل دهد.